# Hannah Woolley

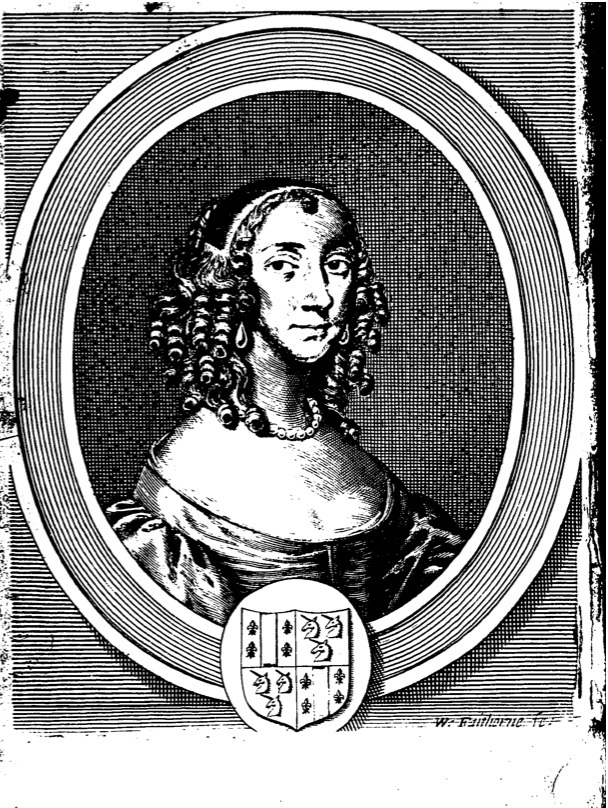
Hannah Woolley

Hannah Woolley (* 1621; † wahrscheinlich 1675 oder früher) war die erste englische Kochbuchautorin, deren Werke gedruckt wurden. Ihre Bücher befassen sich auch mit allgemeiner Haushaltsführung.
Zu ihrem Werk gehören The Cooks Guide (1664), The Ladies Directory (1661 und 1662), The Queen-Like Closet (1670, 1672, 1675–1676, 1681, 1684), welches als Frauenzimmers Zeitvertreib auch ins Deutsche übersetzt wurde, und The Gentlewoman's Companion: or, A Guide to the Female Sex.
Von 1639 bis 1646 arbeitete sie als Dienerin in einem vornehmen Haushalt, wo sie auch medizinische Kenntnisse erwarb. 1646 heiratete sie Benjamin Woolley, den Schulmeister der Grammar School von Newport, Essex und lehrte in seiner Schule. In zweiter Ehe heiratete sie Francis Challinor. 1661 kehrte sie in den Hauswirtschaftsdienst zurück und fand Anerkennung bezüglich ihrer medizinischen Kenntnisse.